# کاتلین رایس
کاتلین رایس (انگلیسی: Kathleen Rice؛ زادهٔ ۱۵ فوریهٔ ۱۹۶۵) سیاست‌مدار اهل ایالات متحده آمریکا است. رایس نماینده حوزه انتخابیه چهارم نیویورک از حزب دموکرات (ایالات متحده آمریکا) از شهرستان نساو نیویورک است. وی در سمت دادستان فدرال در دفتر دادستانی ایالات متحده در فیلادلفیا خدمت کرده‌است وی همچنین در سمت دستیار وکیل منطقه بروکلین نیویورک در شهرستان کینگز فعالیت داشت. رایس در ۲۹ ژانویه سال ۲۰۱۴ به کنگره ایالات متحده از حوزه انتخابیه چهارم نیویورک راه یافت و جایگزین کارولین مک‌کارتی از حزب دمکرات شد. رایس در انتخابات چهارم نوامبر ۲۰۱۴ بر بروس بلکمن از حزب جمهوری‌خواه پیروز شد و از ژانویه ۲۰۱۵ جایگزین وی شد.